# Emmanuel de Rougé
El vescomte Olivier-Charles-Camille-Emmanuel de Rougé, nascut l'11 d'abril del 1811 (París) i mort el 27 de desembre del 1872 (Castell de Bois-Dauphin a Précigné, Sarthe), fou egiptòleg i filòleg francès, membre de la Casa de Rougé.
Fou fill de Augustin Charles Camille de Rougé, cinquè comte de Rougé, comte de Plessis-Bellière, marquès de Fay, i d'Adélaïde Charlotte Colombe de La Porte de Riantz (1790 ✝ 1852).
Fou membre de l'orde la Légion d'honneur, membre de l'Institut de France, membre de l'Académie des sciences i membre de l'Académie des inscriptions (1853), conservador del museu egipci del museu del Louvre (1849), conseller d'Estat (1854) i professor d'arqueologia egípcia al Collège de France (1864). És autor de diversos llibres sobre Egipte i la seva història.
El vescomte de Rougé fou el darrer senador del Segon Imperi nomenat per l'emperador Napoleó III abans de la derrota de Sedan, que n'impedí la promulgació.
Els busts del vescomte Emmanuel es troben exposats al Louvre i al Museu d'Antiguitats Egípcies al Caire.

## Descendència

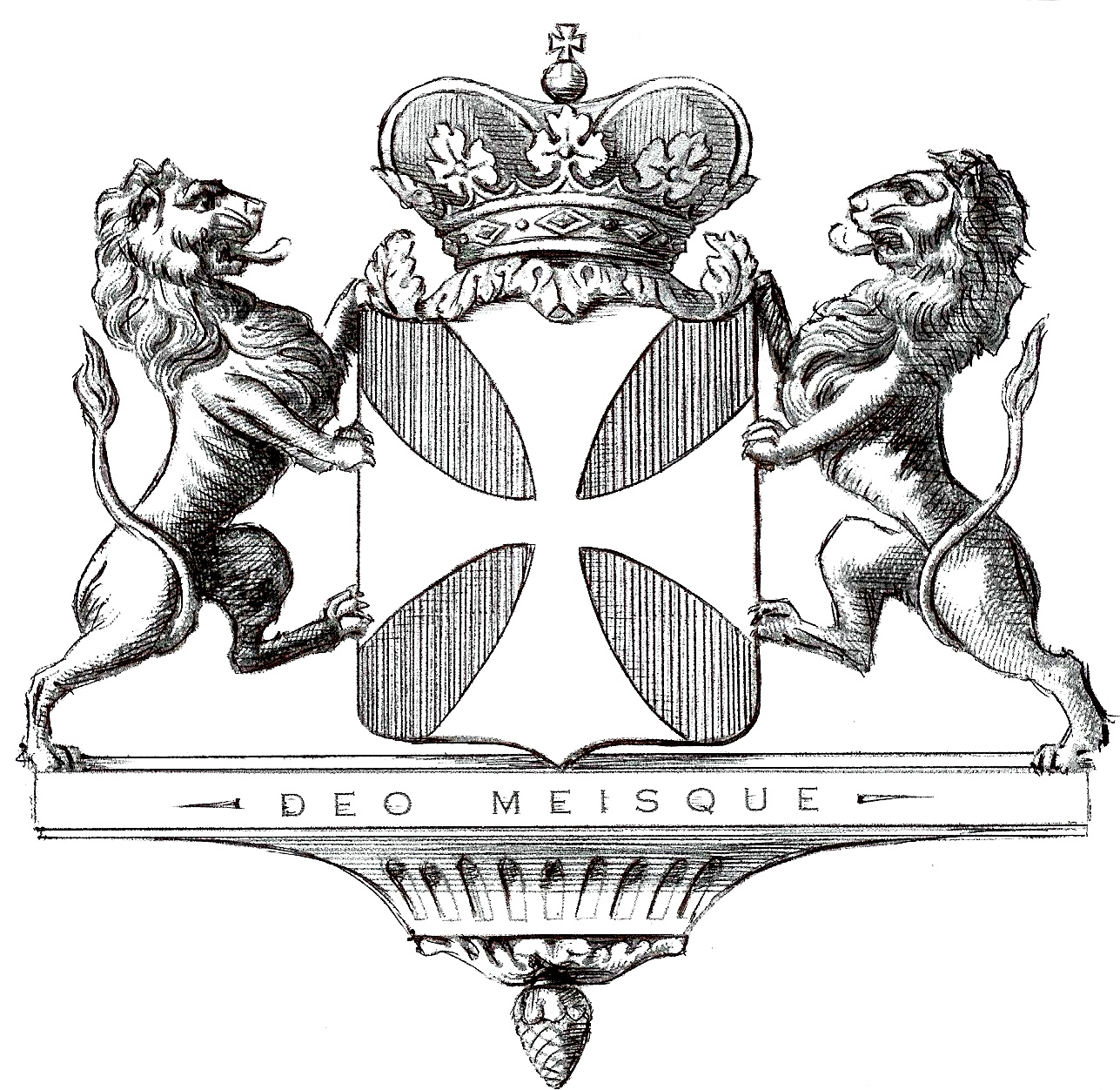
Escut d'armes de Rougé

Es va casar el 8 de juny del 1833 amb Valentine de Ganay. D'aquesta unió en naixerien:
Ernestine Marie Charlotte Yvonne de Rougé (22 de març de 1839 - París ✝ 30 d'octubre del 1901 - Couvron-et-Aumencourt),
casada el 27 de maig del 1861 (París) amb Henri (7 de novembre de 1831 - París ✝ 14 de novembre de 1865 - Bouchy-le-Repos), marquès de Saint-Chamans,
Jacques de Rougé (17 de febrer de 1841 ✝ 1923), vescomte de Rougé,
casat el 15 de maig de 1869 amb Marthe Hutteau d'Origny (1845 ✝ 1900), unió de la qual naixerien:
Henriette-Ernestine-Marie-Jacqueline de Rougé (4 d'abril de 1870 - París ✝ morta per França el 12 de gener de 1915 - Meaux),
casada el 4 de febrer de 1891 (París) amb Pierre Charles Henri, vescomte Paultre de Lamotte (1858 ✝ 1927),
Yves Antoine Marie Alain de Rougé (9 de novembre de 1871 ✝ 25 de novembre de 1936 - Meaux), ferit en combat el 27 de maig de 1915, conseller general i diputat pel Sarthe,
Henri de Rougé (2 de maig de 1874 ✝ ? 8 de desembre de 1915 - Meaux), capità a 7è regiment de cuirassers de la Primera Guerra Mundial a Lyon, sense matrimoni ni descendència,
Suzanne Catherine Isabelle de Rougé (1845 ✝ {7 de desembre de 1883),
Robert de Rougé,

## Citació
- «L'ànec dels jeroglífics és una bèstia singularment verinosa. Un cop t'ha mossegat, ho pagues tota la vida !»[3]

## Principals publicacions
- Mémoire sur l'inscription du tombeau d'Ahmès, chef des nautoniers (1851)
- Le Poème de Pentaour (1861)
- Rituel funéraire des anciens égyptiens (1861-1863)
- Recherches sur les monuments qu'on peut attribuer aux six premières dynasties de Manéthon (1865)
- Chrestomathie égyptienne, ou Choix de textes égyptiens transcrits, traduits et accompagnés d'un commentaire perpétuel et précédés d'un abrégé grammatical (1867-1876)
- Inscriptions hiéroglyphiques copiées en Égypte pendant la mission scientifique de M. le Vte Emmanuel de Rougé, publiées par M. le Vte Jacques de Rougé (4 volumes, 1877-1879)
- Œuvres diverses (6 volumes, 1907-1918) Texte en ligne 1 3 5 6